# Lilla Sandsjön, Västergötland
Lilla Sandsjön är en sjö i Ale kommun i Västergötland och ingår i Göta älvs huvudavrinningsområde. Sjön ligger öster om Nödinge.